# 群馬八幡駅
群馬八幡駅（ぐんまやわたえき）は、群馬県高崎市八幡町にある、東日本旅客鉄道（JR東日本）信越本線の駅である。

## 概要

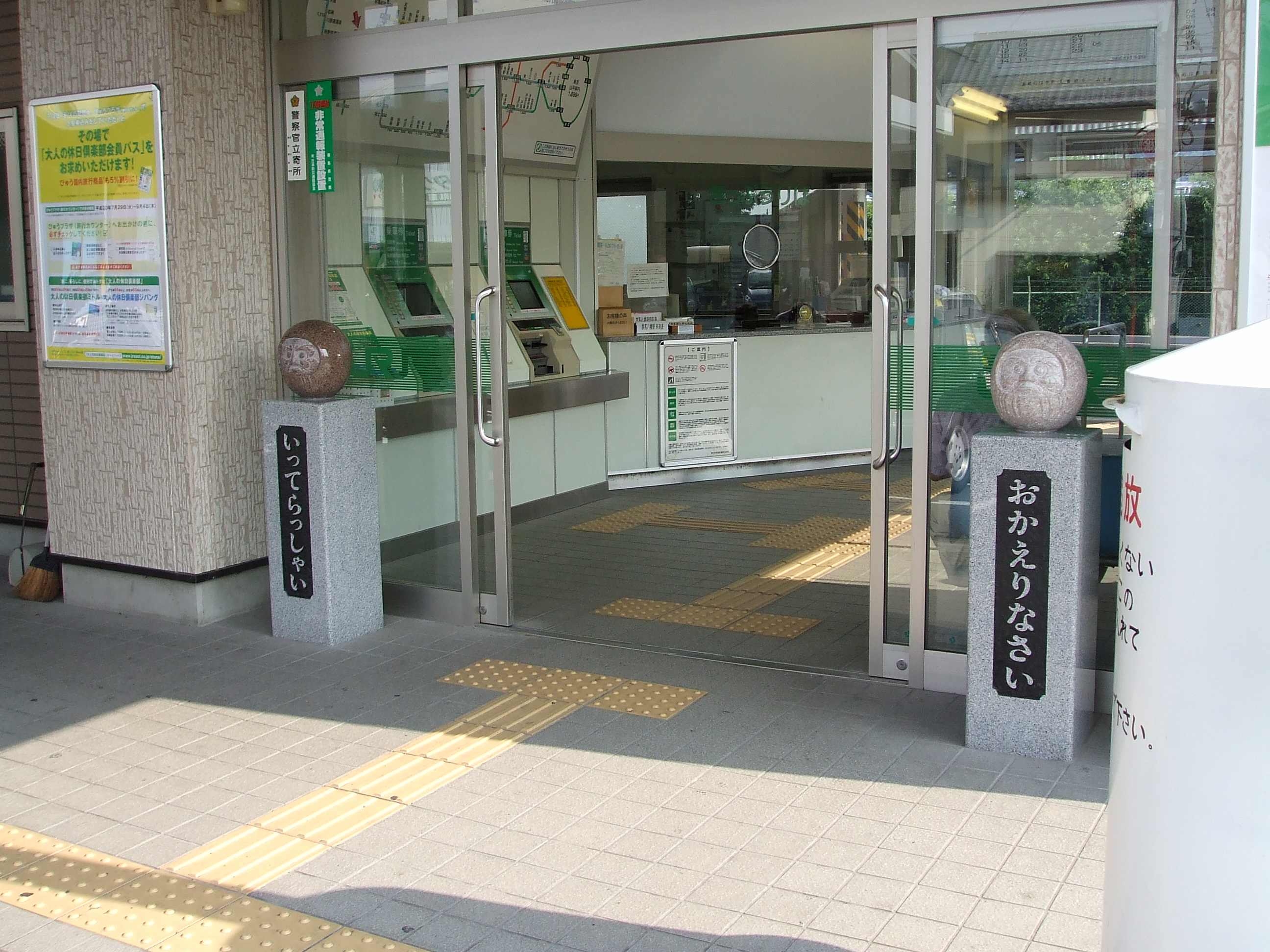
駅入口のだるまのモニュメント

高崎市西部の八幡地区（旧碓氷郡八幡村）、碓氷川北岸に位置する。碓氷川南岸の鼻高町にある少林山達磨寺の最寄り駅である。高崎市内の駅としては最西端に位置している。
少林山達磨寺は毎年1月に開催されるだるま市で知られ、少林山周辺には高崎だるまの製造・販売業者が多い。1970年（昭和45年）頃まではだるま市を訪れるため観光客の利用が多かったが、現在では当駅を利用する観光客は少ない。利用客は付近の住宅地に住む住民か、駅周辺に広がる八幡工業団地の従業員が中心である。駅の入口には「いってらっしゃい」「おかえりなさい」と書かれただるまのモニュメントが飾られている。駅舎の窓ガラスには「私が思う高崎の未来」をテーマにしたステンドグラス風のフィルムが貼られている。

## 歴史
高崎駅 - 横川駅間の官設鉄道が開通した当時、この地には駅が設置されていなかった。地元住民が約20年にわたり熱心に駅設置運動を行い、さらに地元八幡村の当時の村長が土地を無償提供したことにより、1924年（大正13年）10月に群馬八幡駅が開業した。当初は旅客輸送が少なく、地元住民が貨物輸送の利用を促進するために運送店を開いたりしたという。

### 年表
- 1924年（大正13年）10月15日：開業[1][4]。
- 1962年（昭和37年）12月15日：同日付で貨物の取り扱いを廃止[5]。
- 1968年（昭和43年）4月18日：跨線橋を設置[6]。
- 1984年（昭和59年）2月1日：荷物扱い廃止[4]。
- 1987年（昭和62年）4月1日：国鉄分割民営化により、JR東日本の駅となる[4]。
- 2004年（平成16年）3月：2代目駅舎開業。
- 2009年（平成21年）3月14日：東京近郊区間に編入。ICカード「Suica」の利用が可能となる[7]。
- 2024年（令和6年）10月26日：開業100周年を記念して駅舎のガラスに「私が思う高崎の未来」をテーマにしたステンドグラス風のフィルムを貼り付け。出入口側のフィルムは八幡中学校1年の美術部員が、ホーム側のフイルムは八幡小学校6年の児童がデザインした[8]。

## 駅構造
単式ホーム2面2線を有する地上駅。互いのホームは跨線橋で連絡している。1番線と3番線があるが、かつては2番線があり単式・島式ホーム2面3線となっていた。駅舎は2004年（平成16年）に建て直された2代目のものであり、1番線（上り）側に設置されている。やや広めの駅前広場があり、広場の西半分は駐輪場となっている。
安中駅管理のJR東日本ステーションサービス（2015年6月30日まではJR高崎鉄道サービス）による業務委託駅。簡易Suica改札機が設置されている。

### のりば
| 番線 | 路線      | 方向 | 行先     |
| ---- | --------- | ---- | -------- |
| 1    | ■信越本線 | 上り | 高崎方面 |
| 3    | ■信越本線 | 下り | 横川方面 |

（出典：JR東日本:駅構内図）

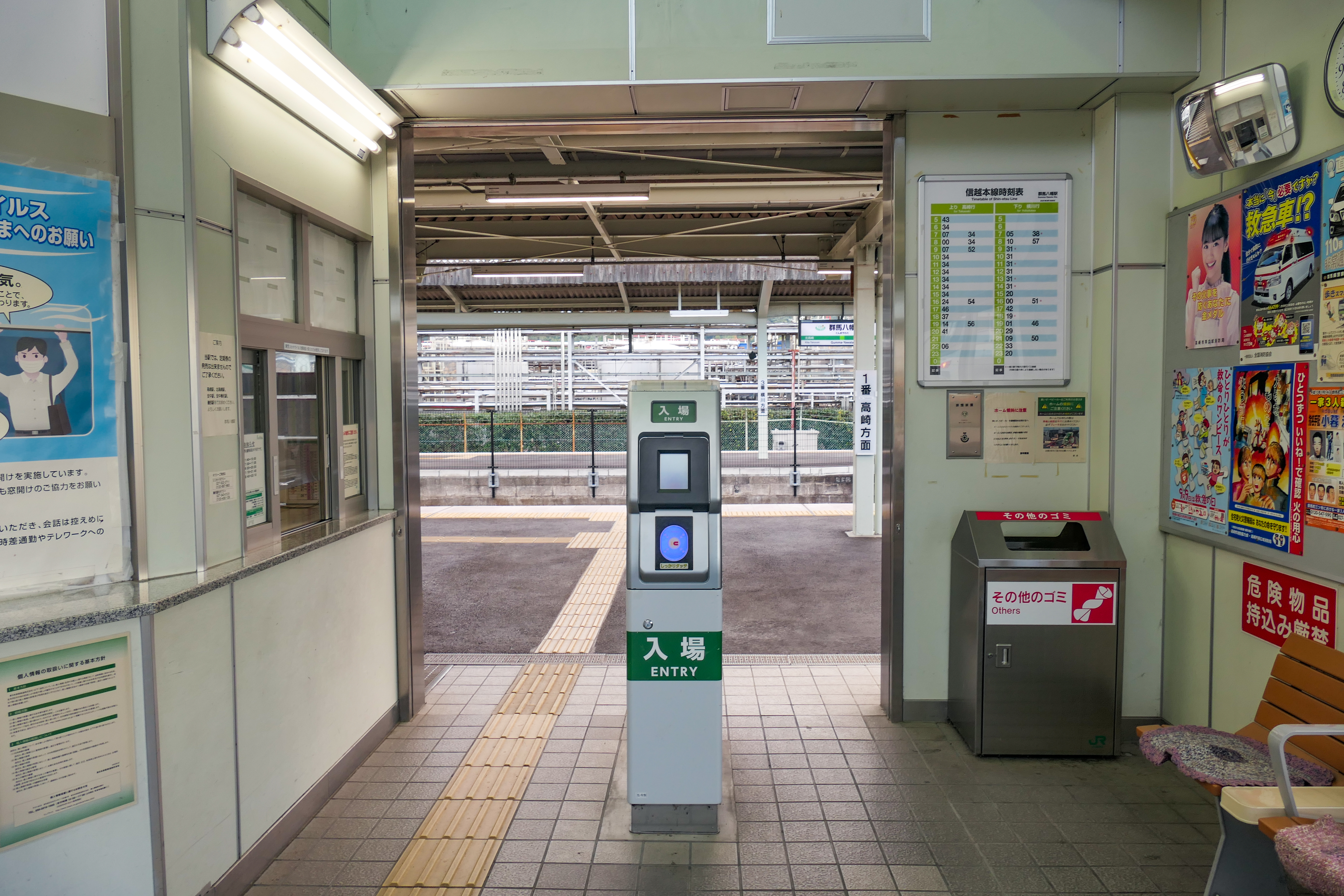
改札口（2021年10月）
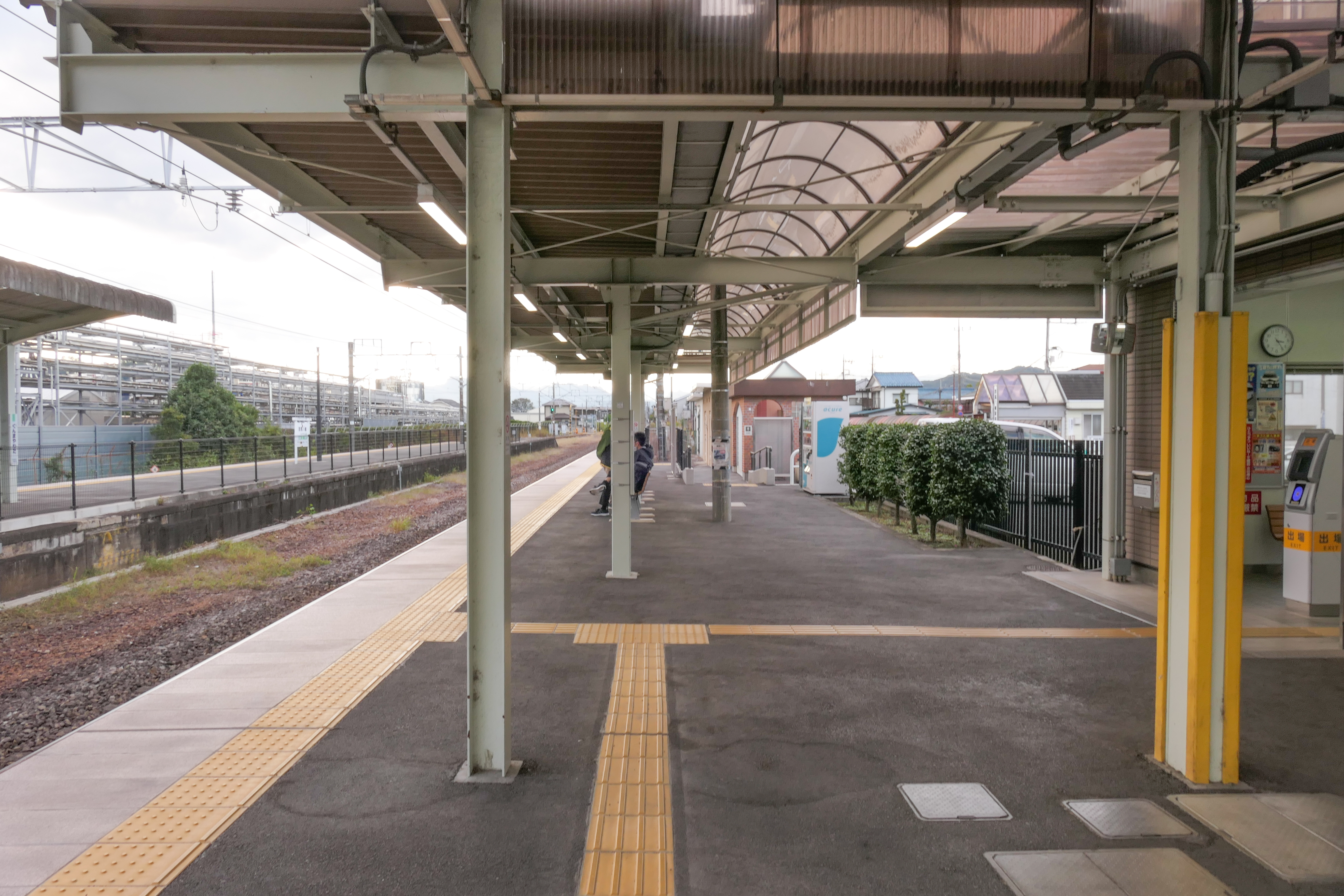
1番線ホーム（2021年10月）
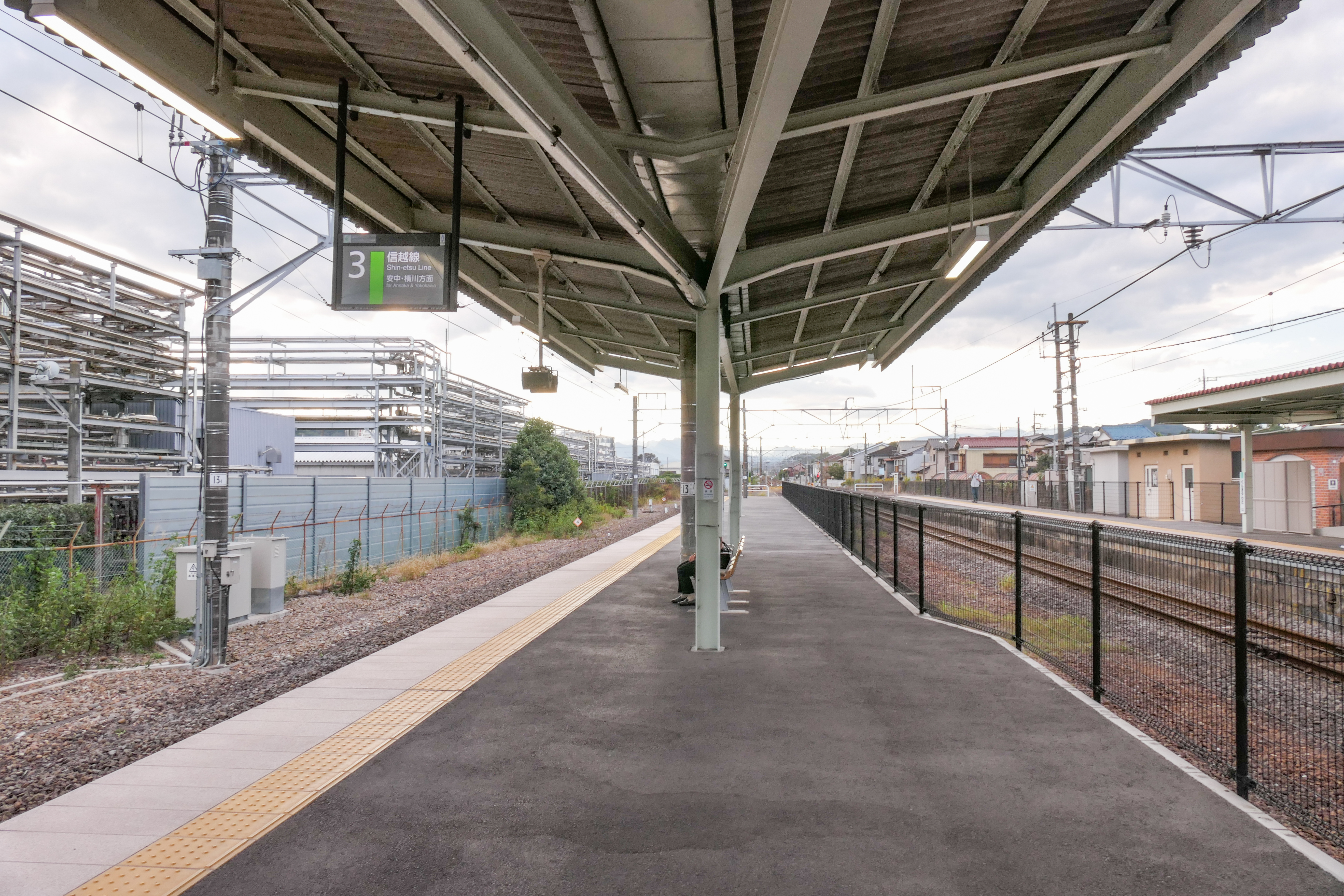
3番線ホーム（2021年10月）

## 利用状況
JR東日本によると、2023年度（令和5年度）の1日平均乗車人員は1,020人である。
2000年度（平成12年度）以降の推移は以下のとおりである。
| 乗車人員推移       | 乗車人員推移     | 乗車人員推移    |
| 年度               | 1日平均 乗車人員 | 出典            |
| ------------------ | ---------------- | --------------- |
| 2000年（平成12年） | 1,024            | [ 利用客数 2 ]  |
| 2001年（平成13年） | 988              | [ 利用客数 3 ]  |
| 2002年（平成14年） | 937              | [ 利用客数 4 ]  |
| 2003年（平成15年） | 936              | [ 利用客数 5 ]  |
| 2004年（平成16年） | 950              | [ 利用客数 6 ]  |
| 2005年（平成17年） | 938              | [ 利用客数 7 ]  |
| 2006年（平成18年） | 968              | [ 利用客数 8 ]  |
| 2007年（平成19年） | 970              | [ 利用客数 9 ]  |
| 2008年（平成20年） | 1,010            | [ 利用客数 10 ] |
| 2009年（平成21年） | 939              | [ 利用客数 11 ] |
| 2010年（平成22年） | 971              | [ 利用客数 12 ] |
| 2011年（平成23年） | 961              | [ 利用客数 13 ] |
| 2012年（平成24年） | 990              | [ 利用客数 14 ] |
| 2013年（平成25年） | 1,033            | [ 利用客数 15 ] |
| 2014年（平成26年） | 1,045            | [ 利用客数 16 ] |
| 2015年（平成27年） | 1,072            | [ 利用客数 17 ] |
| 2016年（平成28年） | 1,096            | [ 利用客数 18 ] |
| 2017年（平成29年） | 1,156            | [ 利用客数 19 ] |
| 2018年（平成30年） | 1,208            | [ 利用客数 20 ] |
| 2019年（令和元年） | 1,197            | [ 利用客数 21 ] |
| 2020年（令和02年） | 838              | [ 利用客数 22 ] |
| 2021年（令和03年） | 904              | [ 利用客数 23 ] |
| 2022年（令和04年） | 990              | [ 利用客数 24 ] |
| 2023年（令和05年） | 1,020            | [ 利用客数 1 ]  |

## 駅周辺
駅は碓氷川沿いの平野部に位置している。駅舎がある北側は、東方には工業団地が、西方には高崎市郊外の住宅地が広がっている。南側は信越本線から碓氷川に並行して走る国道18号にかけての地域に、工場や住宅、水田などが混在している。西に約500mの位置に、高崎市と安中市の境界がある。
少林山七草大祭（高崎だるま市）で有名な少林山達磨寺は、当駅南方の国道18号と碓氷川を渡った対岸にある。
また、付近には高崎だるまの製造・販売業者が多く立地している。
- 高崎八幡郵便局
- 八幡工業団地
  - P&G（プロクター・アンド・ギャンブル）高崎工場
  - 日本精工高崎工場
  - 関東プラスチック工業（ケロリン桶で知られる）
- 高崎市役所八幡市民サービスセンター
- 高崎市立八幡小学校
- 高崎市立豊岡中学校
- 碓氷川
- 中乗橋
- 少林山達磨寺[1]
- 大聖護国寺
- 観音塚考古資料館
- 観音塚古墳
- 一里塚
- 上野國一社八幡宮（八幡八幡宮）
- スーパーとりせん
- 群馬県道139号群馬八幡停車場剣崎線
- 群馬県道141号群馬八幡停車場藤塚線

## バス路線
高崎市内循環バスぐるりんの路線が発着する。
- 1・2（少林山線）：高崎駅西口
- 24（榛名線）：群馬バス室田営業所

## 隣の駅
東日本旅客鉄道（JR東日本）
■信越本線
北高崎駅 - 豊岡だるま駅（事業中） - 群馬八幡駅 - 安中駅

### 記事本文